# 개똥이네 놀이터
개똥이네 놀이터는 보리에서 창간된 대한민국의 어린이 잡지이다. 개똥이네 놀이터는 개똥이네 집 (별책 부록)과 함께 출간된다.

## 개요
2005년 창간된 어린이 잡지. ‘순수 어린이 잡지’를 표방하며, 아이들을 자연과 이야기, 놀이의 세계로 이끄는 길잡이가 되겠다는 생각을 바탕으로 제작한다.  

## 구성
동화, 그림책, 만화, 도감, 놀이 등 다양한 분야로 구성되어 있다. 아직 문자에 익숙하지 않은 아이들을 대상으로 하는 잡지이기에, 시각 중심으로 정보를 전달한다. 